# Tacnodo

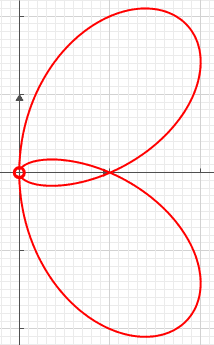
Un tacnodo en el origen de la curva definida por (x^{2}+y^{2}−3x)^{2}−4x^{2} (2−x)=0

En la geometría algebraica clásica, un tacnodo (también llamado punto de osculación o cúspide doble) es un tipo de punto singular de una curva. Se define como un punto donde dos (o más) circunferencias osculatrices a la curva en ese punto son tangentes entre sí. Esto significa que dos ramas de la curva tienen tangencia ordinaria en el punto doble. 
El ejemplo canónico es 
{\displaystyle (y-x^{2})(y+x^{2})=0.}
A partir de este ejemplo, se puede definir un tacnodo de una curva arbitraria, como un punto de auto-tangencia localmente difeomorfo al punto en el origen de esta curva. Otro ejemplo de tacnodo está dado por la curva de enlaces que se muestra en la figura, con la ecuación 
{\displaystyle (x^{2}+y^{2}-3x)^{2}-4x^{2}(2-x)=0.}

## Antecedentes más generales
Considérese una función suave de valores reales con dos variables, como f (x, y), donde x e y son números reales. Entonces, f es una función del plano sobre una línea. El grupo de difeomorfismos del plano y los difeomorfismos de la línea actúan sobre el espacio de todas estas funciones suaves, es decir, con cambios diffeomórficos de coordenadas tanto en la fuente como en la imagen. Esta acción divide todo el espacio de funciones en clases de equivalencia, es decir, órbitas de la acción del grupo. 
Una de esas familias de clases de equivalencia se denota por Ak±, donde k es un número entero no negativo. Esta notación fue introducida por V. I. Arnold. Se dice que una función f es de tipo Ak± si se encuentra en la órbita de x2 ± yk+1, es decir, existe un cambio difeomórfico de coordenadas en la fuente y en la imagen que adquiere f en una de estas formas. Estas formas simples x2 ± yk+1 se dice que dan formas normales para las singularidades del tipo Ak±. 
Una curva con la ecuación f = 0 tendrá un tacnodo, denominado en el origen, si y solo si f tiene una singularidad del tipo A3− en el origen. 
Obsérvese que el nodo de (x2 − y 2 = 0) corresponde a una singularidad del tipo A1−. Un tacnodo se corresponde con una singularidad del tipo A3−. De hecho, cada singularidad del tipo A2n+1−, donde n ≥ 0 es un número entero, corresponde a una curva con auto intersección. A medida que n aumenta, el orden de auto intersección aumenta: cruce transversal, tangencia ordinaria, etc. 
Las singularidades del tipo A2n+1+ no tienen interés sobre los números reales: todas corresponden a un punto aislado. Sobre los números complejos, las singularidades del tipo A2n+1+ y las singularidades del tipo A2n+1− son equivalentes: (x, y) → (x, iy) da como resultado el difeomorfismo propio de las formas normales.